# Grande Prêmio da França de 1978
Resultados do Grande Prêmio da França de Fórmula 1 realizado em Paul Ricard em 2 de julho de 1978. Nona etapa da temporada, teve como vencedor o norte-americano Mario Andretti, que subiu ao pódio junto a Ronnie Peterson numa dobradinha da Lotus-Ford, com James Hunt em terceiro pela McLaren-Ford.

## Classificação da prova
| Pos. | Nº | Piloto                | Construtor         | Voltas | Tempo/Diferença | Grid | Pontos |
| ---- | -- | --------------------- | ------------------ | ------ | --------------- | ---- | ------ |
| 1    | 5  | Mario Andretti        | Lotus-Ford         | 54     | 1:38:51.92      | 2    | 9      |
| 2    | 6  | Ronnie Peterson       | Lotus-Ford         | 54     | + 2.93          | 5    | 6      |
| 3    | 7  | James Hunt            | McLaren-Ford       | 54     | + 19.8          | 4    | 4      |
| 4    | 2  | John Watson           | Brabham-Alfa Romeo | 54     | + 36.88         | 1    | 3      |
| 5    | 27 | Alan Jones            | Williams-Ford      | 54     | + 41.81         | 14   | 2      |
| 6    | 20 | Jody Scheckter        | Wolf-Ford          | 54     | +54.53          | 7    | 1      |
| 7    | 26 | Jacques Laffite       | Ligier-Matra       | 54     | + 54.74         | 10   |        |
| 8    | 35 | Riccardo Patrese      | Arrows-Ford        | 54     | + 1:24.88       | 12   |        |
| 9    | 8  | Patrick Tambay        | McLaren-Ford       | 54     | + 1:27.06       | 6    |        |
| 10   | 3  | Didier Pironi         | Tyrrell-Ford       | 54     | + 1:29.98       | 16   |        |
| 11   | 16 | Hans-Joachim Stuck    | Shadow-Ford        | 53     | + 1 volta       | 20   |        |
| 12   | 12 | Gilles Villeneuve     | Ferrari            | 53     | + 1 volta       | 9    |        |
| 13   | 9  | Jochen Mass           | ATS-Ford           | 53     | + 1 volta       | 25   |        |
| 14   | 31 | René Arnoux           | Martini-Ford       | 53     | + 1 volta       | 18   |        |
| 15   | 36 | Rolf Stommelen        | Arrows-Ford        | 53     | + 1 volta       | 21   |        |
| 16   | 10 | Keke Rosberg          | ATS-Ford           | 52     | + 2 voltas      | 26   |        |
| 17   | 19 | Vittorio Brambilla    | Surtees-Ford       | 52     | + 2 voltas      | 19   |        |
| 18   | 11 | Carlos Reutemann      | Ferrari            | 49     | + 5 voltas      | 8    |        |
| Ret  | 30 | Brett Lunger          | McLaren-Ford       | 45     | Motor           | 24   |        |
| Ret  | 14 | Emerson Fittipaldi    | Fittipaldi-Ford    | 43     | Suspensão       | 15   |        |
| Ret  | 18 | Rupert Keegan         | Surtees-Ford       | 40     | Motor           | 23   |        |
| Ret  | 33 | Bruno Giacomelli      | McLaren-Ford       | 28     | Motor           | 22   |        |
| Ret  | 1  | Niki Lauda            | Brabham-Alfa Romeo | 10     | Motor           | 3    |        |
| Ret  | 4  | Patrick Depailler     | Tyrrell-Ford       | 10     | Motor           | 13   |        |
| Ret  | 17 | Clay Regazzoni        | Shadow-Ford        | 4      | Pane elétrica   | 17   |        |
| Ret  | 15 | Jean-Pierre Jabouille | Renault            | 1      | Motor           | 11   |        |
| DNQ  | 37 | Arturo Merzario       | Merzario-Ford      |        |                 |      |        |
| DNQ  | 22 | Derek Daly            | Ensign-Ford        |        |                 |      |        |
| DNQ  | 25 | Hector Rebaque        | Lotus-Ford         |        |                 |      |        |

## Tabela do campeonato após a corrida
| Pos. | Piloto            | Pontos |
| ---- | ----------------- | ------ |
| 1    | Mario Andretti    | 45     |
| 2    | Ronnie Peterson   | 36     |
| 3    | Niki Lauda        | 25     |
| 4    | Patrick Depailler | 23     |
| 5    | Carlos Reutemann  | 22     |

| Pos. | Construtor         | Pontos |
| ---- | ------------------ | ------ |
| 1    | Lotus-Ford         | 58     |
| 2    | Brabham-Alfa Romeo | 34     |
| 3    | Tyrrell-Ford       | 25     |
| 4    | Ferrari            | 22     |
| 5    | McLaren-Ford       | 11     |

- Nota: Somente as primeiras cinco posições estão listadas. As dezesseis etapas de 1978 foram divididas em dois blocos de oito e neles cada piloto podia computar sete resultados válidos. Dentre os construtores era atribuída apenas a melhor pontuação de cada equipe por prova.